# 道拉吉里II峰
道拉吉里II峰（Dhaulagiri II）是位於尼泊爾甘達基省的一座山峰。道拉吉里II峰是尼泊爾中北部道拉吉里山脈的一部分，海拔7,751公尺（25,430英尺），突出高度2,391公尺（7,844英尺）。道拉吉里II峰是道拉吉里山脈的第二高峰，一支奧地利—美國探險隊從其西北側首次登頂。

## 地理
道拉吉里II峰是尼泊爾中北部道拉吉里山脈的一部分，道拉吉里II峰是道拉吉里山脈的第二高峰。主峰道拉吉里峰海拔8,167公尺（26,795英尺），為世界第七高峰，也是單一國家境內的最高峰。